# Atarba rectangularis
Atarba rectangularis är en tvåvingeart som beskrevs av Alexander 1955. Atarba rectangularis ingår i släktet Atarba och familjen småharkrankar.
Artens utbredningsområde är Bolivia. Inga underarter finns listade i Catalogue of Life.